# Проєкт політичної програми для Русі австрійської
«Проє́кт політи́чної програ́ми для Русі́ австрі́йської» — одна з найголовніших політичних програм українського австро-угорського громадського й політичного діяча XIX ст. Адольфа Добрянського. Цей проєкт складається зі вступу та п'ятьох артикулів (розділів). В ньому А. Добрянський пропонує свій проєкт політичної програми для західноукраїнських земель, які на той час перебували у складі Австро-Угорської імперії. При чому, робиться наголос на його політичному зв'язку з проєктом 1848 р., який був запропонований конгресу всіх слов'ян австрійських у Празі в період «Весни народів», оскільки він є його продовженням. Фактично проєкт 1871 р. повторював галицько-руський проєкт 1848 р., за виключенням вимоги поділу Галичини і Володимирії.

## Зміст програми
21 березня 1871 р. на загальних зборах Руської ради, де були представники всієї австрійської Русі (Галичини, Буковини, Закарпаття), цей проєкт було схвалено. Добрянський підкреслює, що питання руських австрійців не є лише внутрішнім галицьким питанням, але має загальнодержавне значення. Таким чином загальними зборами було вирішено:
- «твердо стояти на обороні самостійності руського народу (по відношенню до інших народів, які населяють Австрійську державу);
- сприяти просуванню руського народу в Австрії на основі 19 арт. конституції з 21 грудня 1867 р. в моральній, політичній, мовній, економічній (господарській, матеріальній) та інших сферах, що буде на користь всій Австрійській монархії» .

В першому артикулі порушувалося й мовне питання. Зокрема йдеться про те, що рідна для українського населення мова повинна вживатися в державних установах, школі, публічному житті. Та остаточно пояснення цьому питанню має дати з'їзд руських філологів. В проєкті підкреслюється:
- «велике значення народного наріччя і його практична користь в народній освіті, потреба вивчення старослов'янської мови, з точки зору її вживання в церкві, як мови літургійної, і з погляду її лексичного багатства та історичного відношення до літературної руської мови;
- відомий недостаток народного наріччя по відношенню до вищої науки, яка стверджує що точне знання руської літературної мови обмежується лише на поодиноких людей, і що вивчення його Радою шкільною протизаконне».

Виходячи з вищесказаного уряд у політичній, судовій, фінансовій, освітній галузі та сфері місцевого управління повинен у своїх відносинах з народом вживати мову для нього зрозумілу. Добрянський конкретизує процес вивчення мови в школі, при чому, показує відмінність трьох мов: моло-, біло- і великоруської.
В другому артикулі А. Добрянський пише, що: «Тримільйонний народ наш руський, який живе під австрійським скіпетром, є частиною одного і того ж народу руського, мало-, біло- і великорусського, має одну з ним історію, одні перекази, одну літературу і звичаї народні; звідси випливають причини і умови повної національної єдності з цілим народом руським і він може, відповідно, усвідомити і заявити своє правдиве національне становище. Це усвідомлення нашої національної єдності з цілим руським народом… та він підкорюється австрійському урядові відповідно до норм конституції» . Отже, в основі побудови національно-політичної концепції Добрянського лежить культурна і державно-історична традиція, пов'язана з державою Київська Русь. Звідси й виводиться його твердження про те, що український, білоруський і російський народ є складовою єдиного руського народу. Слід звернути увагу й на те, що поряд з цими поглядами автор оминає конфлікту з габсбурзькою монархією, підкреслюючи підпорядкованість русинів австрійському урядові відповідно до норм конституції.
А. Добрянський зазначає, що українське питання базується на історичному підґрунті про колишню самостійність козацької України, а ціль сучасного загальноруського стремління — незалежність України. На його думку «нова Україна не має нічого спільного з козацькою, крім свого наріччя малоруського», „нова Україна є однією інтегральною частиною тієї системи, яка зробила могутнім руський народ, і яка створила «державу» російську“ . Таким чином, Добрянський підкреслює зв'язок України з давньоруською державою і в той же час відкидає будь-який політичний (державницький) зв'язок з Українською козацькою державою.
В проєкті порушується питання щодо майбутнього західноукраїнських земель: залишитися в складі Австрії чи перейти до Росії? Добрянський притримується другого варіанту, оскільки «історичний аналіз українського питання, який слугує найкращим доказом його неспроможності та анахронізму, відкидає будь-які політичні комбінації з Австрією, тим більше, що Галичина, Буковина і Закарпаття ніколи не входили до козацької системи, ні до української (польської), ні запорізької… А це є доказом проти доктрини українців австрійських. З політичної точки зору Австрія не може вирішувати питання, яке є внутрішньою справою Російської імперії» . Тут яскраво простежується проросійська позиція автора проєкту (оскільки пріоритет у вирішенні українського питання надається саме Росії), хоча вже в IV артикулі містяться пропозиція перетворення Австрії на федерацію з наданням кожному народу, який її населяє, політичної рівності. Як бачимо, якоїсь чіткої позиції у вирішенні національно-політичного питання українців в автора проєкту не має, натомість розглядаються різні можливості вирішення даної проблеми.
А. Добрянський не підтримує ідеї федеративного панславізму — об'єднання всіх слов'ян у федеративну державу, де б Україна отримала статус незалежної держави. «Такий панславізм повинен (вважав українець) за 200 років, не скоріше, наступити! Нехай щасливо дочекається!» — саме з такою іронією висловився автор проєкту щодо ідей панславізму. Він називає цю ідею «важким і скомбінованим планом, безглуздою фантазією, фікцією» . Стверджує, що це «не серйозно» і сусіди: Австрія, Німеччина, Туреччина і Росія ніколи не погодяться з панславізмом, і що надання 15-ти мільйонному населенню України самостійності може бути «народною зрадою проти великості цілого народу руського і проти тисячолітньої руської історії».
Добрянський виступає проти позицій та прагнень Галицько-української партії боротися за самостійність України і вважає, що вона повинна, «переконавшись в очевидній неспроможності воскресіння України в межах Австрійської монархії,… обороняти народ Русі австрійської і солідарно трудитися з її всією інтелігенцією», вона має з «достоїнством і честю відступити від політичного ідеалу», «від повітряних, поетично-політичних захоплень…» . На його думку, «ні філологія, ні література (українська) не можуть бути основою політичної самостійності», оскільки вони не є політичними аргументами, які давали б підстави вимагати для України незалежності.
З іншої сторони, у своєму проєкті Добрянський порушує питання можливості перетворення Австрії у федерацію: «Чи не може Австрія, подібно Швейцарії, створити федерацію народів на основі повної політичної рівності?». Для розв'язання цього питання в проєкті пропонується «розширити автономії, а це, у свою чергу, буде найкращим варіантом у процесі переходу від дуалістичного до федеративного правління» . При цьому потрібно забезпечити повну національну рівність руського, польського, румунського народу. В проєкті звучить попередження щодо асиміляційної політики поляків, які населяють Австрію: «Вони наражаються на небезпеку, якщо думають полонізувати народ руський; їм буде здійснений опір всіма силами і засобами». Оптимальним варіантом вирішення даної проблеми Добрянський вбачає у примиренні двох народів.
В проєкті також міститься перелік вимог, які галицькі русини можуть потребувати через Львівську Руську раду в австрійського уряду:
- «зміна виборчої соймової ординації з погляду фактичної більшості руського населення, і запровадження прямих виборів до Державної думи;
- змінити крайовий відділ таким чином, щоб для руської частини галицького населення було створене окреме особливе відділення (з окремим бюджетом, руським діловодством);
- після відповідної ревізії на користь руського народу відомого крайового статуту Ради шкільної, створити для руської частини Галичини особливе відділення з руським діловодством;
- найшвидша зміна статуту в середній і народній школі з 22 червня 1867 р. також на користь руського народу;
- перейменування Львівського університету на Руський;
- в частині Руського краю мають працювати руські чиновники і вчителі» .

Відносно питання щодо Русі угорської (Закарпаття), то було складено список аргументованих вимог, які були запропоновані для розгляду Руській раді:
- «визначення національного становища;
- забезпечення повної церковної автономії;
- запровадження руської мови в державних установах і школах (народних і середніх), в руських та змішаних комітетах;
- надання права відкриття руських педагогічних семінарій;
- відкриття кафедри руської мови та літератури, по можливості і декількох інших паралельних кафедр на філологічному факультеті і однієї на юридичному в Пештянському університеті;
- відкриття однієї руської кафедри в Юридичній академії кошицькій і д. т.» .

А. Добрянський приходить до висновку, що слов'янська держава, якою є Росія, не може вести іншої політики, крім слов'янської. Завершується проєкт описом тогочасних європейських подій. Добрянський говорить про можливість війни: німецько-російської чи німецько-слов'янської, через «східне питання». «Коли Росія остаточно усвідомить своє історичне покликання і вступить у війну проти Німеччини, тоді і Європа поділиться на два великих табори» . Припускається, що на бік Німеччини стане Англія, можливий і союз із США, Швецією та Туреччиною; на стороні Росії виступить Франція, можливо Італія, Іспанія, Австрія. Ця війна неминуча. Таким чином, А. Добрянський ще в 1871 р. передбачив І Світову війну, яка багато в чому змінила хід історії.

## Значення
Проаналізувавши «Проєкт політичної програми для Русі австрійської» можна зробити наступні висновки: в ньому підкреслюється національна єдність русинів з цілим руським народом (мало-, біло- і великоруським); простежується негативне ставлення Добрянського до ідей панславізму; відкидаються будь-які можливості здобуття для України незалежності; доводиться необхідність автономії для Русі австрійської, перетворення її на суб'єкт Австрійської федерації, де кожна з національностей мала б рівні права; він носить (в певних своїх моментах) виразно проросійський характер; при вирішенні мовного питання автор проєкту стоїть на стороні запровадження мови, яка зрозуміла для народу.
А. Добрянський зробив великий внесок в покращення політичного життя русинів, активно займався культурно-просвітницькою діяльністю, присвятив не один десяток робіт розгляду історії, релігійній та політичній ситуації в Русі австрійській. Добрянського називають москвофілом, іноді австрофілом, та при цьому всьому слід пам'ятати, що він боровся за права русинів, дбав про шкільне виховання дітей селян, прагнув досягти об'єднання руських коронних областей в одне політичне й адміністративне ціле. Він боровся за свій народ і вибрав дорогу, яку тоді вважав доброю і правильною.